# Мезешка крепост
Мезешка крепост (Неузетикон или Неутзикон) е средновековно византийско укрепление, изградено през 11. – 12. век западно от днешното село Мезек, община Свиленград. Разположена е на издължена тераса, оформена в подножието на стръмно разклонение на североизточните Родопи, носещо името Св. Марина или Гората. Местното население нарича крепостта „Калето“. Крепостта е имала функции на гранична стражева крепост. Охранявала е територии между реките Марица и Арда.

## Разположение
Мезешката крепост се намира непосредствено до село Мезек при надморска височина около 210 метра. До нея се достига по път от западния край на селото водещ до връх Шейновец. Крепостта е на около километър северно от гръцката граница, за което говори и военно съоръжение на мястото на най-източната кула, изградено по времето на Студената война.
Крепостта попада в рамките на природна забележителност „Калето“ за защита на скални образувания, обявена за защитена територия с код № 273 в регистъра на защитените територии в България.

## Проучване
Константин Иречек отъждествява руините при с. Мезек с известната от писмените източници крепост Неутзикон (гр. Νεούτζικον), намирала се на границата между Пловдивскатата и Одринската средновековни области. Селището се споменава от Никита Хониат за събития от 1193 г.
Първият изследовател на крепостта е арехологът Иван Велков, който посещава района след откриването на гробницата в с. Мезек и прави сондажи вътре в крепостта и извън нея в поляната южно от крепостните стени, където документира тракийска керамика и един амфорен печат от о. Тасос.
Първите археологически проучвания на крепостта са извършени през 1930-те години от арх. д-р Александър Рашенов. Те се изразяват в разкопки, документирането на укрепителната система и малки проучвания във вътрешността. Ал. Рашенов документира архитектурния паметник с подробно описание, чертежи и добри фотоси.
При консервационно-възстановителни работи по стените през 1963 и 1973 г. са направени нови сондажи. През 1983 година са проведени по-обстойни археологически разкопки. При тях е уточнен планът на крепостта, отбранителната система и е изяснена датировката и. По време на тези разкопки не са открити средновековни материали, по-ранни от 11 век. Най-голямо е количеството на керамиката от 13 – 14 век. Съгласно тези данни построяването на крепостта би следвало да се датира към края на 11 и началото на 12 век, вероятно по управлението на император Алексий I Комнин. Твърдината е използвана до падането на района под османска власт. В него са открити голямо количество от фрагменти на керамични съдове, каменни мелници и други предмети на бита. Открити са и две зърнохранилища с овъглено жито в тях.

## Описание
Мезешката крепост е неголяма, огражда площ от около 7 декара с форма на неправилен четириъгълник с размери 110/60 m. Стените са изградени от ломени камъни, споени с бял хоросан, украсени с три тухлени пояса от външната страна. Крепостната стена е завършвала със зъбери, които са били запазени до 1900 г. Тогава те и част от крепостта са разрушени с цел използването на камъните за строеж на турски казарми в Свиленград. Най-пострадала е северната крепостна стена. Тя е запазена до нивото на терена от вътрешната страна. Южната, западната и източната страна са се съхранили до височината на платформата, над която са се издигали зъберите им. Крепостните стени са с дебелина от 1,90 до 2,50 m. Входът е на западната стена, в нейния северен край. Той е оформен в дълбока чупка на стената. Защитен е от една кула.
Отбраната на крепостта е подсилена с девет кули със заоблена форма, които се издават повече от половината извън дебелината на стената и височина над 10 m. Пет от кулите са разположени на южната стена като две от тях са ъглови и три са по фронта. Две от кулите са на западната страна – по средата и на главния вход, и по една на северната и на източната стена.

## История
Името Неутзикон (гр. Νεούτζικον) се споменава от Никита Хониат като мястото, където Исак II Ангел успява да сломи бунта на своя братовчед Константин Ангел Дука през 1193 г. Младият Константин бил назначен за управител на Филипопол ок. 1192 г. и постигнал големи успехи във войната срещу въстаналите българи, водени от Асен и Петър. През 1193 г. обаче се обявил за император, намерил поддръжници сред византийската армия и потеглил към Адрианопол, където бил неговия зет Василий Ватаци, велик доместик на Западните армии на империята. Още преди Адрианопол поддръжниците на Константин го предали и го пленили на място, наречено Неутзикон и разположено на границата между Филипополската и Адрианополската епархии. Според К. Иречек това място е крепостта при с. Мезек.
Зъберите на крепостта са били запазени до 1900, когато части от крепостта са разрушени с цел използването на камъните за строеж на турски казарми в Свиленград.

## Опазване и консервация
Обявена е за Народна старина през 1927 г. Обявена е за архитектурно-строителен паметник от Античността и Средновековието през 1968 г. Сега руините имат статут на археологически паметник на културата от национално значение, съгласно действащия Закон за културното наследство.
Консервационно-възстановителни работи по стените са извършвани през 1963 и 1973 г. от РИМ-Хасково. Извършено е възстановяване на лицевата зидария на западната куртина (стена), което личи твърде ясно, тъй като е използван различен по цвят камък и хоросан, както и различна техника на зидане. През 1973 г. директорът на музея прекъсва работите „поради лошото им изпълнение“.
През 2007 г. е предприета частична консервация и в някои невралгични точки като например около портата и някои врати към кулите. Тези мерки са финансирани по програма ФАР – Трансгранично сътрудничество между България (Община Свиленград) и Гърция (Община Димотика) по проект „Развитие на културното наследство на Община Свиленград чрез възстановяване на крепост „Мезек““. Научен ръководител на строителните работи е Ирко Петров от РИМ-Хасково, с консултант д-р Атанасиос Гуридис, археолог към музея в Софлу (Суфлион), Гърция. В рамките на същия проект е изготвен архитектурен проект за по-нататъшна цялостна консервация и частична реставрация, изготвен от арх. Петър Петров от Пловдив.
В периода 2012 – 2013 г. завърши работата по пълна консервация и ограничена реставрация на крепостта, съгласно архитектурния проект от 2007 г. Укрепени и възстановени са стълбищата, лицевата зидария и малка част от крепостната площадка с няколко зъбера. Възстановен е куполът на голямата кула, носещ отбранителната площадка, а входът на кулата е възстановен съобразно археологическите изследвания като са премахнати неправилни застроявания по входа от 1963 или 1973 г. Възстановени са повечето бойници (мазгали) по кулите или стените. Мерките са организирани от Община Свиленград, с финансиране по оперативна програма „Регионално развитие“ на ЕС.